# En ding, ding, ding, ding värld

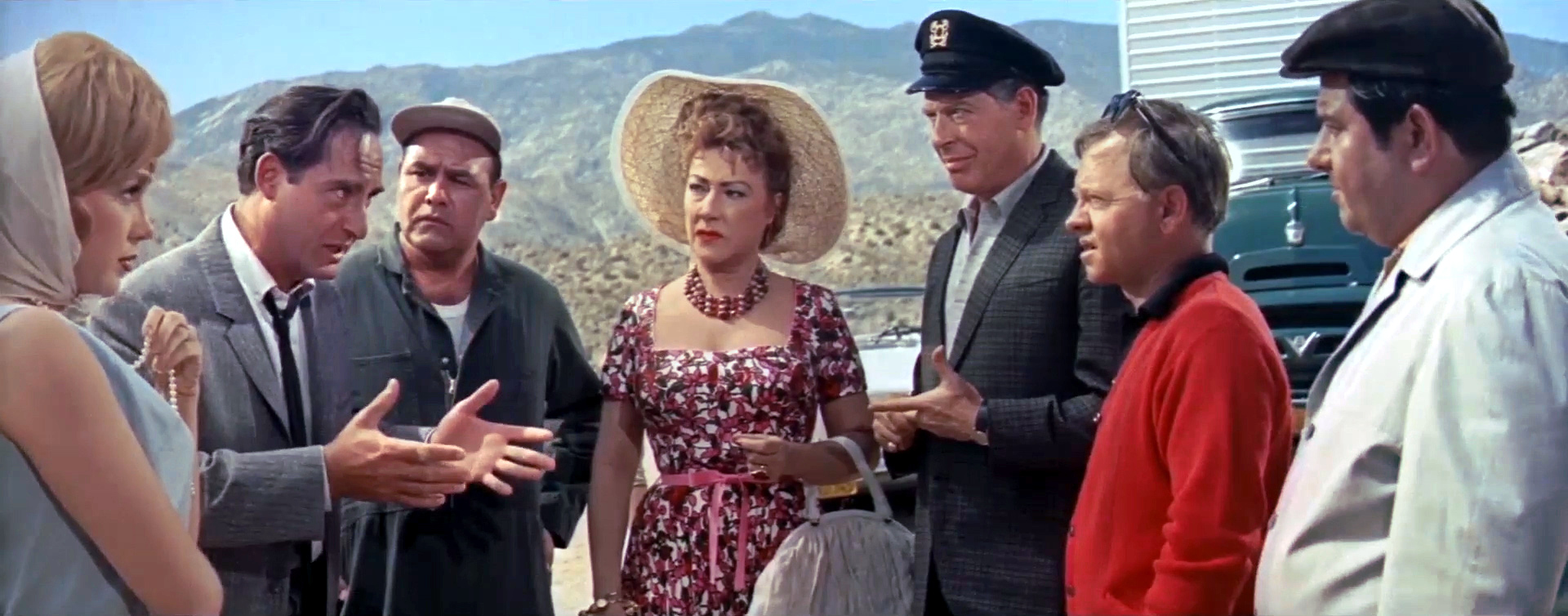
Från vänster: Edie Adams, Sid Caesar, Jonathan Winters, Ethel Merman, Milton Berle, Mickey Rooney och Buddy Hackett.

En ding, ding, ding, ding värld (originaltitel: It's a Mad, Mad, Mad, Mad World) är en skruvad amerikansk filmkomedi från 1963 med ett stort antal av den tidens framträdande skådespelare till exempel Spencer Tracy, Milton Berle, Mickey Rooney, Jerry Lewis, Sid Caesar, Ethel Merman och Terry-Thomas (i de sista 20 minuterna gör även Peter Falk en mindre roll).

## Handling
Ett antal personer blir vittnen till en trafikolycka där en bil i rasande fart kör av vägen. När de tagit sig fram till olycksplatsen får de av den svårt skadade föraren (Jimmy Durante) reda på att en stor summa pengar finns gömda i en annan del av landet. Nu börjar en galen kapplöpning för att först komma fram till målet.

## Rollista (i urval)
| Spencer Tracy              | – Kapten T. G. Culpepper |
| Milton Berle               | – J. Russell Finch       |
| Sid Caesar                 | – Melville Crump         |
| Buddy Hackett              | – Benjy Benjamin         |
| Ethel Merman               | – Mrs. Marcus            |
| Mickey Rooney              | – Ding Bell              |
| Dick Shawn                 | – Sylvester Marcus       |
| Phil Silvers               | – Otto Meyer             |
| Terry-Thomas               | – J. Algernon Hawthorne  |
| Jonathan Winters           | – Lennie Pike            |
| Edie Adams                 | – Monica Crump           |
| Dorothy Provine            | – Emeline Marcus-Finch   |
| Eddie "Rochester" Anderson | – Andra taxichauffören   |
| Jim Backus                 | – Tyler Fitzgerald       |
| Ben Blue                   | – Pilot                  |
| Peter Falk                 | – Taxichaufför           |

## Om filmen
- Filmen hade svensk premiär 11 september 1964 i 70 mm kopia på biografen Vinterpalatset i Stockholm.

En ding, ding, ding, ding värld var nominerad till sex Oscars vid Oscarsgalan 1964 (Bästa foto (färg), Bästa ljudredigering, Bästa klippning, Bästa ljudeffekter, Bästa sång och Bästa filmmusik; filmen vann i kategorin Bästa ljudeffekter).